# EBLM J0555-57Ab
EBLM J0555-57Ab es una estrella binaria de baja masa, en una órbita débilmente excéntrica de 7,8 días alrededor de un compañero de masa similar al Sol. Utilizando una estimación de masa para la estrella primaria derivada de modelos estelares, se determina una masa de 85 ± 4 MJup (0,081 M⊙) y un radio de 0,84 + 0,14-0,04 RJup (0,084 R⊙) que es comparable a la de Saturno. EBLM J0555-57Ab tiene una gravedad de superficie log g2 = 5,50 + 0,03-0,13 y es uno de los objetos no-estelares más densos que se conocen actualmente. Es la estrella más pequeña conocida hasta la fecha.
La estrella es tan pequeña que si hubiera nacido con apenas un poquito menos de masa su presión no seria suficiente para generar procesos de fusión nuclear y se habría convertido en una enana marrón.